# Énergie éolienne en Europe

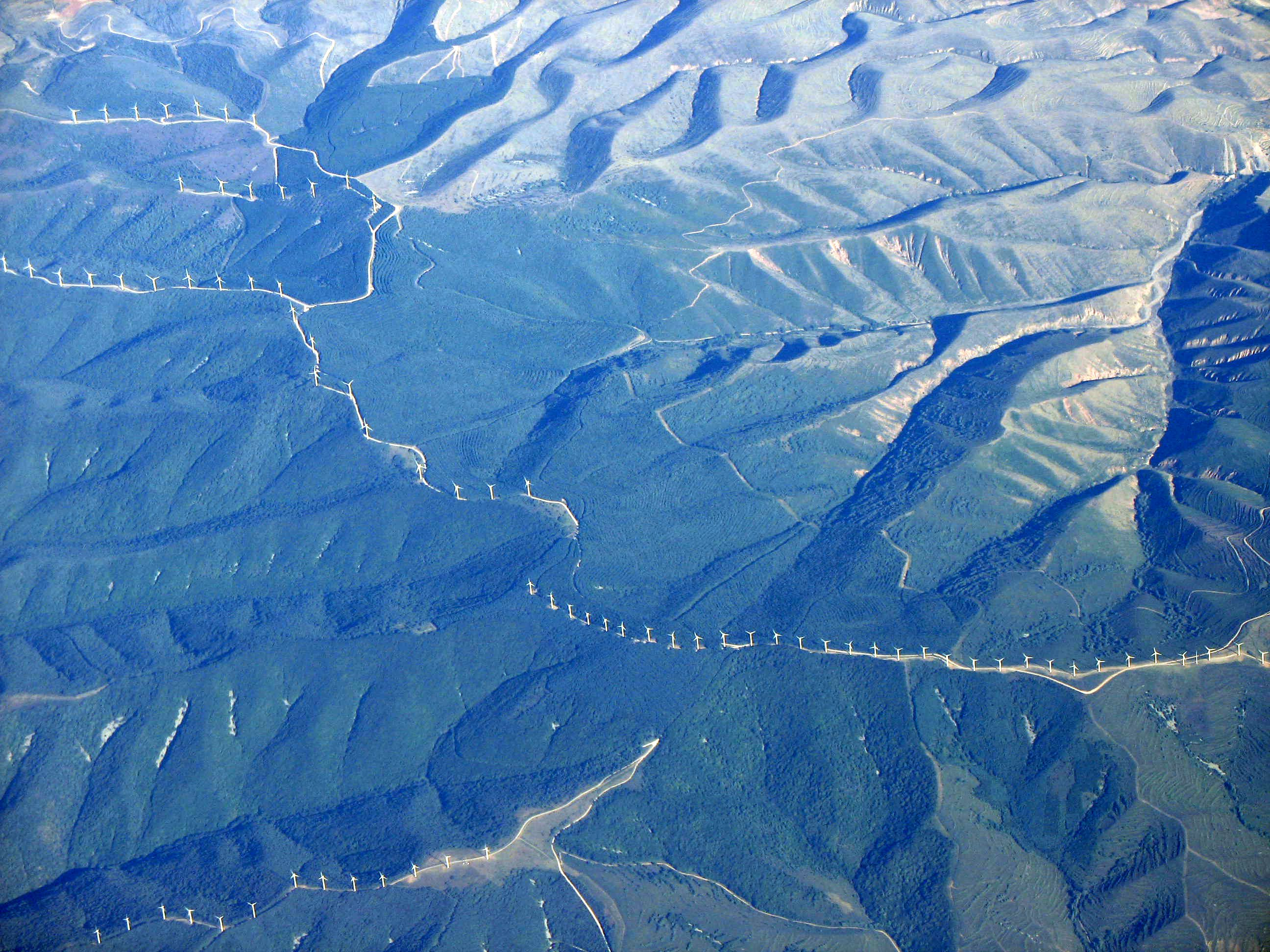
Vue aérienne d'un parc éolien en Espagne.

Le secteur de l'énergie éolienne en Europe produit 16,1 % de l'électricité en 2023 en Europe. La part de l'Europe dans la puissance installée éolienne mondiale s'élève à 25,3 % en 2024, dont 6,4 % en Allemagne, 2,8 % en Espagne, 2,8 % au Royaume-Uni, 2,2 % en France, 1,5 % en Suède, 1,2 % en Turquie, 1,1 % en Italie, 1,0 % aux Pays-Bas, etc.
La part de l'éolien dans la production d'électricité de l'Union européenne atteint 18,5 % en 2023 (57,6 % au Danemark, 42,4 % en Lituanie, 37 % en Irlande, 27 % en Allemagne, 26,9 % au Portugal, 24 % aux Pays-Bas, 23,1 % en Grèce, 22,5 % en Espagne, 20,5 % en Suède, 19 % en Belgique, 9,9 % en France). Hors UE, sa part atteint 28,7 % de la production au Royaume-Uni, 10,4 % en Turquie et 9 % en Norvège.
L'éolien devient en 2023 la deuxième source d'électricité derrière le nucléaire, dépassant le gaz pour la première fois.
L'éolien en mer représente dans l'Union européenne 13 % de la production éolienne en 2024 ; les principaux producteurs sont l'Allemagne, les Pays-Bas, le Danemark, la Belgique et la France. 44,2 % de la puissance installée éolienne en mer mondiale se trouvait en Europe fin 2024, dont 19,2 % au Royaume-Uni, 11,1 % en Allemagne, 5,7 % aux Pays-Bas, 3,2 % au Danemark, 2,7 % en Belgique et 1,8 % en France.

## Potentiel éolien de l'Europe
Le potentiel éolien de l'Europe a été évalué par DTU Wind Energy (université technique du Danemark), qui a publié un Atlas européen du vent pour les principaux pays et en mer. Une carte plus étendue est disponible.
Ces cartes montrent que les zones les plus favorables en Europe sont :
- l'Écosse, les côtes nord et ouest de l'Irlande, les côtes ouest de la Norvège, de la Suède et de la Finlande, la côte nord-ouest du Danemark, la côte du golfe du Lion en France (basse vallée du Rhône et région de Narbonne à Carcassonne), la vallée de l'Ebre en Espagne ;
- dans une moindre mesure : la plus grande partie de l'Angleterre, du Pays de Galles, de l'Irlande et des pays scandinaves ; la côte de la Galice en Espagne ; la Vendée, la Bretagne et les côtes de la Manche et de la mer du Nord ; la Crête et les îles de la mer Égée.

En mer, on trouve :
- les côtes ouest et nord de l'Irlande, toutes celles de l'Écosse, la partie nord de la mer du nord, le golfe du Lion ;
- secondairement, un ruban allant de la Galice à la Baltique en passant par la Vendée, la Bretagne, l'Irlande et l'Angleterre, la Manche et la Mer du Nord ; la moitié est et sud de la mer Égée.

Selon l'association WindEurope, les éoliennes en mer pourraient assurer entre 15 % et 30 % de la consommation d'électricité en 2050, contre 1,5 % en 2019.

## Production éolienne en Europe
EurObserv'ER estime la production éolienne de l'Union européenne en 2024 à 488,06 TWh, en progression de 1,8 %, dont 63,55 TWh d'éolien maritime (13,0 %), en progression de 15,4 %. Les principaux producteurs sont l'Allemagne, l'Espagne, la France et la Suède.
| Pays | 2010    | 2015    | 2018    | 2019    | 2020    | 2021    | 2022    | 2023    | part (%) prod.* 2023 | 2024    | part (%) 2024 prod.UE* |
| --- | ------- | ------- | ------- | ------- | ------- | ------- | ------- | ------- | -------------------- | ------- | ---------------------- |
| Allemagne | 38 547  | 80 624  | 109 951 | 125 894 | 132 102 | 114 169 | 124 816 | 140 538 | 27,0 %               | 138 859 | 28,5 %                 |
| Espagne | 44 271  | 49 325  | 50 896  | 55 647  | 56 444  | 62 061  | 62 784  | 64 198  | 22,5 %               | 62 444  | 12,8 %                 |
| France | 9 945   | 21 421  | 28 599  | 34 722  | 40 045  | 37 119  | 38 004  | 52 410  | 9,9 %                | 44 853  | 9,2 %                  |
| Suède | 3 487   | 16 322  | 16 623  | 19 847  | 27 526  | 27 244  | 33 253  | 34 074  | 20,5 %               | 41 467  | 8,5 %                  |
| Pays-Bas | 3 993   | 7 550   | 10 549  | 11 508  | 15 278  | 18 046  | 21 401  | 29 164  | 24,0 %               | 33 368  | 6,8 %                  |
| Pologne | 1 664   | 10 858  | 12 799  | 15 107  | 15 800  | 16 233  | 19 779  | 23 249  | 14,0 %               | 25 498  | 5,2 %                  |
| Italie | 9 126   | 14 844  | 17 716  | 20 202  | 18 761  | 20 927  | 20 494  | 23 303  | 8,8 %                | 22 317  | 4,6 %                  |
| Finlande | 294     | 2 327   | 5 839   | 6 025   | 8 256   | 8 507   | 12 022  | 14 691  | 18,1 %               | 20 648  | 4,2 %                  |
| Danemark | 7 809   | 14 133  | 13 902  | 16 149  | 16 330  | 16 054  | 19 027  | 19 539  | 57,6 %               | 20 553  | 4,2 %                  |
| Portugal | 9 182   | 11 607  | 12 617  | 13 666  | 12 298  | 13 215  | 13 244  | 13 184  | 26,9 %               | 14 451  | 3,0 %                  |
| Belgique | 1 292   | 5 574   | 7 574   | 9 755   | 12 818  | 11 997  | 12 352  | 15 643  | 19,0 %               | 13 302  | 2,7 %                  |
| Grèce | 2 714   | 4 621   | 6 300   | 7 266   | 9 310   | 10 482  | 10 883  | 11 009  | 23,1 %               | 12 136  | 2,5 %                  |
| Irlande | 2 815   | 6 573   | 8 640   | 10 019  | 11 549  | 9 778   | 11 208  | 11 605  | 37,0 %               | 11 583  | 2,4 %                  |
| Autriche | 2 064   | 4 840   | 6 030   | 7 477   | 6 791   | 6 740   | 7 245   | 8 036   | 10,8 %               | 9 197   | 1,9 %                  |
| Roumanie | 306     | 7 063   | 6 322   | 6 772   | 6 945   | 6 575   | 6 996   | 7 548   | 12,5 %               | 6 359   | 1,3 %                  |
| Lituanie | 224     | 810     | 1 144   | 1 499   | 1 551   | 1 361   | 1 512   | 2 536   | 42,4 %               | 3 491   | 0,7 %                  |
| Croatie | 139     | 796     | 1 335   | 1 467   | 1 720   | 2 061   | 2 137   | 2 587   | 15,0 %               | 2 597   | 0,5 %                  |
| Bulgarie | 681     | 1 452   | 1 318   | 1 317   | 1 477   | 1 433   | 1 499   | 1 584   | 3,0 %                | 1 500   | 0,3 %                  |
| Estonie | 277     | 715     | 636     | 687     | 844     | 733     | 668     | 683     | 12,0 %               | 1 164   | 0,24 %                 |
| Tchéquie | 335     | 573     | 609     | 700     | 699     | 601     | 641     | 701     | 0,9 %                | 705     | 0,14 %                 |
| Hongrie | 534     | 693     | 607     | 729     | 655     | 664     | 610     | 645     | 1,8 %                | 610     | 0,12 %                 |
| Luxembourg | 55      | 101     | 254     | 281     | 351     | 314     | 312     | 497     | 20,8 %               | 470     | 0,10 %                 |
| Lettonie | 49      | 147     | 122     | 154     | 176     | 141     | 190     | 270     | 4,2 %                | 273     | 0,06 %                 |
| Chypre | 32      | 222     | 221     | 238     | 240     | 245     | 224     | 208     | nd                   | 210     | 0,04 %                 |
| Slovénie | 0       | 6       | 6       | 6       | 6       | 5       | 5       | 6       | nd                   | 6       | ε                      |
| Slovaquie | 6       | 6       | 6       | 6       | 4       | 5       | 3       | 4       | nd                   | 4       | ε                      |
| Total UE-27 | 139 841 | 263 204 | 320 507 | 367 115 | 397 055 | 386 891 | 421 877 | 488 064 | 18,5 %               | 488 064 | 100 %                  |
| Autres pays européens ou voisins : |         |         |         |         |         |         |         |         |                      |         |                        |
| Royaume-Uni | 10 285  | 40 274  | 56 907  | 63 834  | 75 379  | 64 663  | 80 257  | 81 989  | 28,7 %               |         |                        |
| Turquie | 2 916   | 11 652  | 19 949  | 21 730  | 24 828  | 31 436  | 34 945  | 34 023  | 10,4 %               |         |                        |
| Norvège | 879     | 2 515   | 3 876   | 5 536   | 9 912   | 11 770  | 14 809  | 13 965  | 9,0 %                |         |                        |
| Ukraine | 51      | 1 084   | 1 188   | 2 020   | 3 270   | 2 832   | 1 812   | nd      | nd                   |         |                        |
| Russie | 4       | 148     | 231     | 330     | 1 240   | 3 311   | 5 547   | nd      | nd                   |         |                        |
| Serbie |         |         | 150     | 898     | 976     | 1 085   | 949     | nd      | nd                   |         |                        |
| Suisse | 37      | 110     | 121     | 145     | 145     | 145     | 149     | 168     | 0,2 %                |         |                        |
| * Part prod. = part dans la production brute d'électricité du pays en 2023 (ou 2022 si 2023 non disponible). Part prod.EU = part du pays dans la production éolienne de l'Union européenne. sources : AIE, EurObserv'ER. |         |         |         |         |         |         |         |         |                      |         |                        |

En 2023, selon le think tank britannique Ember, la production éolienne en Europe atteint 475 TWh (+13 % en un an) et dépasse pour la première fois celle des centrales au gaz : 452 TWh (-15 %), dans un contexte de baisse de la demande : -3,4 %. Elle devient la deuxième source d'électricité derrière le nucléaire.
L'Energy Institute estime la production éolienne de l'Europe en 2023 à 614,1 TWh, dont 480,5 TWh dans l'Union européenne et 133,6 TWh hors UE (82,0 TWh au Royaume-Uni, 34,1 TWh en Turquie, 14,0 TWh en Norvège, 0,9 TWh en Ukraine, 0,2 TWh en Suisse, etc.). La part de l'éolien dans la production d'électricité européenne est estimée à 16,1 % et à 17,6 % dans l'Union européenne.

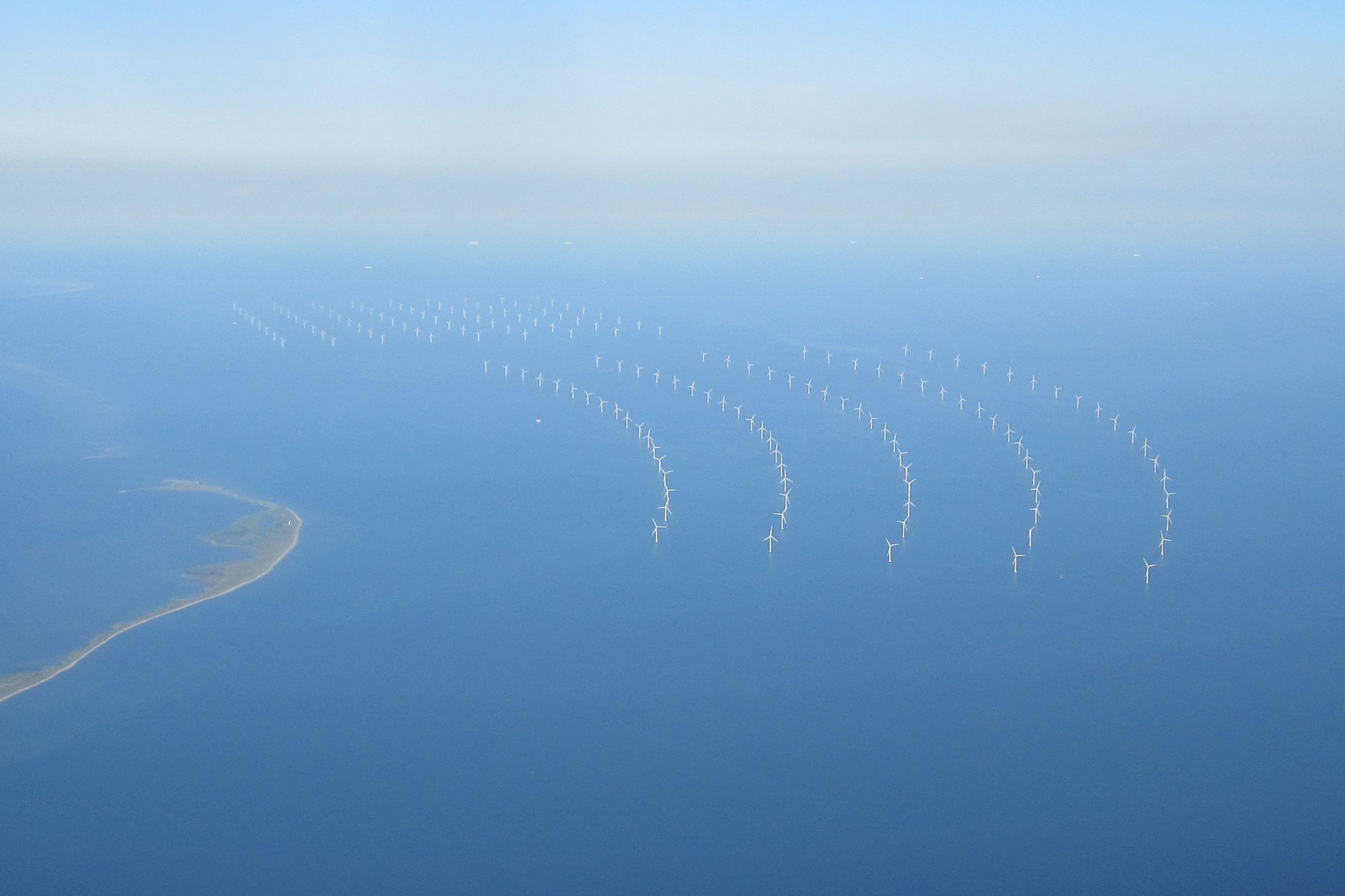
Parc éolien en mer de Rødsand I et II (Nysted).

En 2021, la production éolienne atteint 384,9 TWh, dont 47,8 TWh en mer. Elle est en baisse de 3,1 % par rapport à 2020. Contrairement à 2020 où la production a progressé de 8,2 %, de nombreux pays de l’Union européenne connaissent un déficit de vent, parfois important dans le cas de l’Allemagne (-13,8 %). La production d’électricité éolienne maritime, moins sujette aux variations climatiques, augmente de 1 % et sa part passe de 11,9 % en 2020 à 12,4 % en 2021 ; elle atteint même 58,3 % en Belgique, 47,2 % au Danemark, 44,4 % aux Pays-Bas et 21,4 % en Allemagne.La puissance installée atteint 187,8 GW, dont 21,8 GW en mer. Elle progresse de 10,8 GW par rapport à 2020, où elle s'élevait à 176,98 GW, dont 14,52 GW en mer. La puissance mise hors service durant l’année 2021 s’établit à 487,2 MW. Les mises en service de nouvelles éoliennes atteignent donc 11,3 GW.
Selon l’association WindEurope, l’Union européenne devrait installer au moins 32 GW chaque année pour atteindre ses objectifs 2030 : une part EnR de 40 % dans la consommation d’énergie finale. Les mises en service d’éolien maritime se limitent à 605 MW, grâce à la mise en service du parc éolien de Kriegers Flak au Danemark. Selon les données de l’AGEE-Stat, l'Allemagne installe 1 926 MW éoliens en 2021 et met hors service 248 MW, portant sa puissance installée à 63 865 MW, dont 7 774 MW en mer. Le pays lance une vaste réforme de la loi sur les énergies renouvelables et prévoit de porter les volumes d’appels d’offres annuels d'éolien terrestre à 10 GW de 2027 à 2035, afin de doubler la capacité actuelle à 110 GW, et de porter l'objectif 2030 d'éolien en mer à 30 GW. La Suède met en service 2 104 MW durant l’année 2021, devenant ainsi le  premier marché de l’Union européenne et portant son parc à 12,1 GW. Les Pays-Bas installent 1 241 MW et leur gouvernement prévoit de porter la capacité d’éolien maritime à 22 GW en 2030.
L'énergie éolienne a produit 14,5 % de l'électricité consommée en Europe en 2019, contre 14 % en 2018 et 11,6 % en 2017. La puissance des nouvelles éoliennes installées en 2019 s'élève à 15,4 GW, dont 3,6 GW en mer. Le Royaume-Uni a installé 2,4 GW, l'Espagne 2,3 GW, l'Allemagne 2,2 GW, la Suède 1,6 GW et la France 1,3 GW : en Allemagne, les branchements de nouveaux parcs terrestres (1,1 GW) sont à leur plus bas depuis 2000.
La production éolienne de l'Union européenne s'est élevée en 2018 à 379,3 TWh (estimation) contre 362,4 TWh en 2017, soit +4,7 % ; la part de l'éolien en mer atteint 15,1 % avec 57,3 TWh, contre 14 % en 2017. L'Allemagne (111,6 TWh) reste largement en tête devant le Royaume-Uni (55,8 TWh) et l'Espagne (50,8 TWh). La part de l'éolien dans la production d'électricité de l'Union européenne atteint 11,4 % en 2018.
Elle couvrait 10,4 % de la consommation électrique du continent en 2016 ; le Danemark avait le taux de pénétration le plus élevé : 36,8 %, suivi par l'Irlande : 27 % et le Portugal : 24,7 % ; l'Allemagne était à 16 % et la France à 4,4 %.

## Facteur de charge
Le facteur de charge moyen des parcs éoliens européens est de 26 % en 2019 ; celui des éoliennes terrestres est de 24 % et celui des éoliennes en mer de 38 % en moyenne. Les éoliennes les plus modernes ont un facteur de charge plus élevé grâce à leurs pales plus larges et à leur capacité de produire à des vitesses de vent plus faibles : 30-35 % pour les éoliennes terrestres, 35-55 % pour les éoliennes en mer. Le mois de mars a été le plus favorable en 2019, juillet le moins productif.

## Puissance installée éolienne

Carte de la puissance éolienne installée en Europe fin 2017 ; code couleur : part de l'éolien dans la couverture de la consommation.

La puissance installée éolienne dans l'Union Européenne s'élève à 231 909 MW en 2024, en progression de 5,6 % par rapport à 2023, dont 20 726 MW d'éolien en mer (+9,0 %). Les nouvelles installations de 2024 ont atteint 13 386 MW, dont 1 714 MW en mer, et les mises hors service 1 144 MW (0,5 %), dont 715 MW en Allemagne, 140 MW en Belgique, 99 MW en France, 76 MW en Italie, etc.
En 2024, l'Allemagne a publié les résultats d’une nouvelle série d’appels d’offres, pour une puissance cumulée de 19 GW (11 GW terrestres et 8 GW maritimes). La France se place en leader de  l’éolien flottant :  trois fermes flottantes seront opérationnelles fin 2025 pour une puissance totale de 85,2 MW et les lauréats de l’appel d’offres éolien en mer relatif aux parcs flottants de Narbonnaise 1 et de Golfe de Fos 1 de 250 MW chacun ont été annoncés fin 2024. Aux Pays-Bas, un appel d’offres a été lancé pour les sites éoliens offshore IJmuiden Ver Alpha et Beta (2 GW chacun) pour une mise en service prévue en 2029, et le gouvernement annonce un objectif de 21 GW fin 2032.
La part de l'Europe dans la puissance installée éolienne mondiale s'élève en 2024 à 25,3 %, dont 6,4 % en Allemagne, 2,8 % en Espagne, 2,8 % au Royaume-Uni, 2,2 % en France, 1,5 % en Suède, 1,2 % en Turquie, 1,1 % en Italie, 1,0 % aux Pays-Bas, etc. La part de l'Europe dans les nouvelles installations de 2024 s'élève à 14,1 %, dont 3,4 % en Allemagne, 1,6 % au Royaume-Uni, 1,5 % en France, 1,2 % en Finlande, 1,1 % en Turquie, 1,0 % en Espagne, 0,9 % en Suède, etc.
| Pays        | 2008   | 2010   | 2015    | 2018    | 2019    | 2020    | 2021    | 2022    | 2023    | 2024    |
| ----------- | ------ | ------ | ------- | ------- | ------- | ------- | ------- | ------- | ------- | ------- |
| Allemagne   | 23 903 | 27 214 | 44 942  | 58 908  | 61 357  | 62 188  | 63 745  | 66 188  | 69 449  | 72 786  |
| Espagne     | 16 740 | 20 676 | 22 988  | 23 494  | 25 808  | 26 819  | 27 908  | 30 114  | 30 873  | 31 853  |
| France      | 3 404  | 5 660  | 10 324  | 15 108  | 16 646  | 17 484  | 18 470  | 20 811  | 23 907  | 24 966  |
| Suède       | 1 021  | 2 163  | 6 029   | 7 407   | 8 985   | 9 976   | 12 116  | 14 278  | 16 224  | 17 221  |
| Italie      | 3 736  | 5 797  | 8 973   | 10 300  | 10 512  | 10 871  | 11 254  | 11 850  | 12 307  | 12 992  |
| Pays-Bas    | 2 225  | 2 237  | 3 391   | 4 292   | 4 600   | 6 619   | 7 770   | 8 755   | 10 734  | 11 701  |
| Pologne     | 472    | 1 107  | 2 497   | 5 864   | 5 917   | 6 298   | 6 967   | 8 150   | 9 419   | 10 139  |
| Finlande    | 143    | 197    | 1 005   | 2 041   | 2 284   | 2 586   | 3 257   | 5 677   | 6 945   | 8 358   |
| Danemark    | 3 180  | 3 752  | 5 075   | 6 131   | 6 128   | 6 259   | 7 021   | 7 104   | 7 273   | 7 494   |
| Portugal    | 2 862  | 3 898  | 5 034   | 5 380   | 5 437   | 5 122   | 5 427   | 5 538   | 5 538   | 5 650   |
| Belgique    | 384    | 911    | 2 169   | 3 191   | 3 879   | 4 681   | 4 948   | 5 303   | 5 454   | 5 592   |
| Grèce       | 985    | 1 208  | 2 136   | 2 844   | 3 576   | 4 129   | 4 649   | 4 702   | 5 232   | 5 366   |
| Irlande     | 1 002  | 1 428  | 2 440   | 3 564   | 4 155   | 4 307   | 4 339   | 4 536   | 4 739   | 4 934   |
| Autriche    | 995    | 1 011  | 2 404   | 3 045   | 3 159   | 3 226   | 3 422   | 3 633   | 3 889   | 4 028   |
| Roumanie    | 10     | 462    | 2 976   | 3 030   | 3 029   | 3 012   | 3 015   | 3 015   | 3 027   | 3 150   |
| Lituanie    | 54     | 154    | 438     | 521     | 548     | 540     | 671     | 946     | 1 284   | 1 832   |
| Croatie     | nd     | nd     | 428     | 576     | 652     | 801     | 987     | 987     | 1 160   | 1 237   |
| Estonie     | 78     | 149    | 300     | 312     | 320     | 317     | 315     | 316     | 340     | 711     |
| Bulgarie    | 158    | 375    | 691     | 698     | 691     | 703     | 704     | 702     | 704     | 704     |
| Tchéquie    | 150    | 215    | 281     | 310     | 337     | 339     | 339     | 339     | 342     | 352     |
| Hongrie     | 127    | 295    | 329     | 329     | 329     | 321     | 324     | 324     | 324     | 326     |
| Luxembourg  | 42     | 64     | 120     | 120     | 136     | 153     | 137     | 165     | 208     | 214     |
| Chypre      | 0      | 82     | 168     | 158     | 158     | 158     | 157     | 157     | 157     | 157     |
| Lettonie    | 27     | 31     | 69      | 77      | 66      | 78      | 77      | 130     | 128     | 137     |
| Slovaquie   | 3      | 3      | 3       | 4       | 3       | 3       | 4       | 4       | 4       | 4       |
| Slovénie    | 0,01   | 0,03   | 5       | 5       | 3       | 3       | 3       | 3       | 3       | 3       |
| Malte       | 0      | 0      | 0       | 0       | 0       | 0,1     | 0,1     | 0,1     | 0,1     | 0,1     |
| Total EU-27 | 61 694 | 79 074 | 127 750 | 157 707 | 168 716 | 176 984 | 188 298 | 203 731 | 219 667 | 231 909 |

Les pays européens les plus engagés dans l'éolien sont les pays scandinaves :
| Pays                                                               | 2014 | 2015 | 2016 | 2017 | 2022  | 2023  | 2024  |
| ------------------------------------------------------------------ | ---- | ---- | ---- | ---- | ----- | ----- | ----- |
| Suède                                                              | 562  | 619  | 662  | 672  | 1 395 | 1 533 | 1 632 |
| Finlande                                                           | 115  | 184  | 279  | 371  | 1 023 | 1 248 | 1 491 |
| Danemark                                                           | 862  | 886  | 918  | 960  | 1 209 | 1 227 | 1 257 |
| Irlande                                                            | 493  | 537  | 585  | 705  | 895   | 897   | 922   |
| Allemagne                                                          | 501  | 554  | 609  | 671  | 795   | 824   | 872   |
| Espagne                                                            | 494  | 496  | 496  | 498  | 612   | 640   | 655   |
| Pays-Bas                                                           | 169  | 201  | 246  | 250  | 497   | 603   | 652   |
| Lituanie                                                           | 95   | 145  | 176  | 183  | 334   | 451   | 635   |
| Portugal                                                           | 471  | 490  | 509  | 515  | 548   | 555   | 531   |
| Royaume-Uni                                                        | 194  | 214  | 230  | 289  | -     | -     | -     |
| Estonie                                                            | 230  | 254  | 236  | 236  | 236   | 275   | 517   |
| Grèce                                                              | 180  | 199  | 220  | 236  | 448   | 502   | 516   |
| Belgique                                                           | 175  | 198  | 212  | 251  | 451   | 468   | 473   |
| Autriche                                                           | 246  | 281  | 303  | 324  | 399   | 433   | 440   |
| France**                                                           | 145  | 155  | 175  | 202  | 305   | 328   | 365   |
| Croatie                                                            | 80   | 100  | 110  | 127  | 256   | 300   | 320   |
| Luxembourg                                                         | 106  | 112  | 173  | 196  | 257   | 315   | 318   |
| Pologne                                                            | 100  | 134  | 152  | 168  | 216   | 256   | 277   |
| Italie                                                             | 143  | 147  | 153  | 161  | 198   | 209   | 220   |
| Roumanie                                                           | 162  | 150  | 153  | 154  | 158   | 163   | 165   |
| Chypre                                                             | 171  | 186  | 186  | 196  | 174   | 171   | 163   |
| Bulgarie                                                           | 95   | 96   | 97   | 98   | 103   | 109   | 109   |
| Lettonie                                                           | 33   | 35   | 35   | 34   | 73    | 73    | 73    |
| Hongrie                                                            | 33   | 33   | 33   | 34   | 33    | 34    | 34    |
| Tchéquie                                                           | 27   | 27   | 27   | 27   | 32    | 32    | 32    |
| Slovénie                                                           | 2    | 2    | 2    | 2    | 4     | 2     | 2     |
| Slovaquie                                                          | 1    | 1    | 1    | 1    | 0,7   | 0,7   | 0,7   |
| Malte                                                              | 0    | 0    | 0    | 0    | 0,2   | 0,2   | 0,2   |
| Total Union européenne***                                          | 258  | 279  | 301  | 330  | 454   | 487   | 516   |
| * estimation ; ** hors DOM ; *** Royaume-Uni inclus jusqu'en 2017. |      |      |      |      |       |       |       |

La part de l'Europe dans la puissance installée éolienne mondiale s'élève en 2023 à 26,7 %, dont 6,8 % en Allemagne, 3,0 % en Espagne, 2,9 % au Royaume-Uni, 2,2 % en France, 1,6 % en Suède, 1,2 % en Turquie, 1,1 % aux Pays-Bas, etc. La part de l'Europe dans la puissance installée de l'éolien en mer atteint 45,3 %, dont 19,6 % au Royaume-Uni, 11,1 % en Allemagne, 6,3 % aux Pays-Bas, 3,5 % au Danemark, 3 % en Belgique et 1,1 % en France. La part de l'Europe dans les nouvelles installations de 2023 s'élève à 15,7 %, dont 3,3 % en Allemagne, 2,1 % aux Pays-Bas, 1,5 % en France, 1,7 % en Suède, 1,2 % au Royaume-Uni, 1,1 % en Finlande, etc.
La part de l'Europe dans la puissance installée éolienne mondiale s'élève à 24,7 % en 2022, dont 7,3 % en Allemagne, 3,2 % en Espagne, 3,1 % au Royaume-Uni, 2,3 % en France, 1,6 % en Suède, 1,3 % en Turquie, 1,3 % en Italie, 1,0 % aux Pays-Bas, 0,9 % en Pologne, 0,8 % au Danemark, 0,6 % en Finlande, 0,6 % au Portugal, 0,6 % en Belgique, 0,5 % en Grèce, 0,5 % en Irlande, etc.
En 2019, les nouvelles installations ont atteint 15 369 MW en Europe, en progression de 27 % par rapport à 2018, mais 10 % au-dessous du record de 2017, dont 13 179 MW dans l'Union européenne : 9 552 MW d'éoliennes terrestres et 3 627 MW d'éoliennes en mer ; 178 MW ont été déclassées. La puissance installée éolienne de l'Europe s'élève donc à 204 814 MW fin 2019, dont 192 231 MW dans l'Union européenne.
En 2018, 10 051 MW d'éoliennes ont été installés dans l'Union européenne ; 245 MW ont été déclassées ; la puissance installée a donc progressé de 9 706 MW, en recul de 34 % par rapport à la progression nette de 2017 (14 783 MW) ; 7 383 MW ont été installés sur terre et 2 668 MW en mer ; le parc éolien atteint 178 950 MW fin 2018, dont 160 489 MW à terre et 18 461 MW en mer. L'Allemagne reste en tête avec un parc de 58 908 MW, suivie par l'Espagne (23 494 MW), le Royaume-Uni (21 243 MW), la France (15 108 MW hors DOM) et l'Italie (10 300 MW) ; l'Allemagne a installé 3 374 MW, soit 33,6 % des nouvelles installations de 2018, suivie par la France (1 558 MW) et le Royaume-Uni (1 407 MW). La puissance installée mondiale est estimée à 591 GW ; l'Europe représente 30 % de ce total.
Selon GWEC, 11 677 MW ont été installés en 2018 (Turquie comprise), dont 9 016 MW à terre et 2 661 MW en mer.
En 2014, l'Europe s'est trouvée reléguée au 2e rang du classement des continents par puissance éolienne installée avec 34,9 % du total mondial, derrière l'Asie qui a pris la tête pour la première fois ; en 2018, la part de l'Europe a reculé à 32,1 % contre 44,1 % pour l'Asie et 22,8 % pour l'Amérique ; les installations de l'année ont représenté 22,8 % du marché mondial contre 52,1 % pour l'Asie et 23,3 % pour l'Amérique.
En 2014, l'Allemagne à elle seule a installé 6 187 MW, soit près de 50 % du total européen ; elle a mis hors service 391 MW d'éoliennes anciennes. Cette forte montée en puissance s'expliquait par la volonté des développeurs d'installer le maximum d'éoliennes avant la mise en place de la réforme de la loi sur les énergies renouvelables, effective au 1er août 2014, qui supprime le tarif d'achat garanti pour les installations de plus de 500 kW et généralise le système de vente directe plus prime de marché, optionnel depuis 2012 ; elle limite de plus les installations annuelles terrestres dans une fourchette de 2 400 à 2 600 MW et en mer à 6 500 MW d'ici 2020.

## Éolien en mer

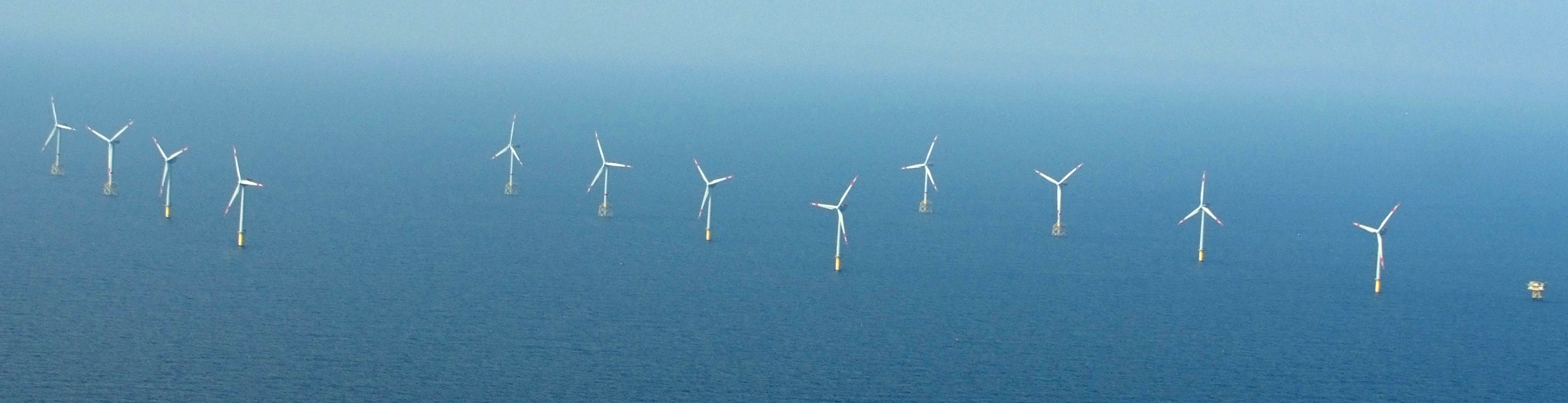
Parc éolien en mer « Alpha ventus » en mer du Nord.

Dans l'Union européenne (UE), selon EurObserv'ER, la production éolienne en mer atteint 63,55 TWh en 2024, soit 13,0 % de la production éolienne totale. En 2023, elle s'élevait à 55,06 TWh (11,5 %). Elle a progressé de 15,4 % en 2024, contre 1,8 % pour la production éolienne totale. Les principaux producteurs sont l'Allemagne (26,08 TWh), les Pays-Bas (15,49 TWh), le Danemark (9,73 TWh), la Belgique (7,20 TWh) et la France (4,01 TWh).
La puissance installée éolienne en mer de l'UE s'élève en 2024 à 20 726 MW, en progression de 9,0 % par rapport à 2023, dont 9 215 MW en Allemagne (44,5 %), 4 748 MW aux Pays-Bas (22,9 %), 2 641 MW au Danemark (12,7 %), 2 262 MW en Belgique (10,9 %), 1 508 MW en France (7,3 %), 193 MW en Suède (0,9 %), etc. Les nouvelles installations de 2024 ont atteint 1 714 MW, dont 770 MW aux Pays-Bas, 742 MW en Allemagne, 176 MW au Danemark et 25 MW en France.
Les principales mises en service en 2024 ont concerné les éoliennes restantes (770,5 MW) du parc Hollandse Kust Zuid des Pays-Bas, qui devient le plus grand parc éolien maritime au monde (1 529 MW) avec ses 139 turbines Siemens Gamesa de 11 MW, deux parcs allemands : Baltic Eagle (476 MW) et God Wind 3 (266 MW), le parc de Vesterhav Nord au Danemark (176,4 MW), équipé de 21 éoliennes de Siemens Gamesa débridées à 8,4 MW, installé fin 2023 mais raccordé début 2024, et le parc éolien flottant français Provence Grand Large
(25 MW). La totalité de la puissance des parcs éoliens offshore de Fécamp (497 MW) et de Saint-Brieuc (497 MW) a officiellement été comptabilisée en 2023, bien que les travaux d’installation des dernières éoliennes se soient poursuivis jusqu'en mai 2024. La dernière éolienne du parc allemand de Borkum Riffgrund 3 (959 MW) a été installée au début de 2025, mais la mise en service commerciale de ce parc a été reportée au début de l’année 2026, du fait de retards dans la connexion du réseau offshore au réseau terrestre.
La part de l'Europe dans la puissance installée de l'éolien en mer atteint 44,2 %, dont 19,2 % au Royaume-Uni, 11,1 % en Allemagne, 5,7 % aux Pays-Bas, 3,2 % au Danemark, 2,7 % en Belgique et 1,8 % en France. La part de l'Europe dans les nouvelles installations de 2024 s'élève à 34,7 %, dont 14,7 % au Royaume-Uni, 9,1 % en Allemagne, 8,2 % en France et 1,6 % aux Pays-Bas.
| Puissance (MW)                    | À terre | En mer | Total  |
| --------------------------------- | ------- | ------ | ------ |
| 2001                              | 4 377   | 51     | 4 428  |
| 2002                              | 5 743   | 170    | 5 913  |
| 2003                              | 5 186   | 276    | 5 462  |
| 2004                              | 5 749   | 90     | 5 839  |
| 2005                              | 6 454   | 90     | 6 544  |
| 2006                              | 7 097   | 93     | 7 190  |
| 2007                              | 8 632   | 318    | 8 950  |
| 2008                              | 8 109   | 373    | 8 482  |
| 2009                              | 9 704   | 575    | 10 279 |
| 2010                              | 9 030   | 883    | 9 913  |
| 2011                              | 8 920   | 874    | 9 794  |
| 2012                              | 10 937  | 1 166  | 12 103 |
| 2013                              | 9 592   | 1 567  | 11 159 |
| 2014                              | 11 121  | 670    | 11 791 |
| 2015                              | 9 772   | 3 028  | 12 800 |
| 2016                              | 10 971  | 1 520  | 12 491 |
| 2017                              | 12 526  | 3 154  | 15 680 |
| 2018                              | 7 383   | 2 668  | 9 706  |
| 2019                              | 8 579   | 1 482  | 10 061 |
| 2020                              | 7 723   | 2 453  | 10 176 |
| 2021                              | 10 192  | 605    | 10 797 |
| 2022                              | 13 999  | 963    | 14 962 |
| 2023                              | 13 475  | 2 176  | 15 651 |
| 2024                              | 11 672  | 1 714  | 13 386 |
| Royaume-Uni inclus jusqu'en 2018. |         |        |        |

La part de l'Europe dans la puissance installée mondiale de l'éolien en mer atteint 45,3 % en 2023, dont 19,6 % au Royaume-Uni, 11,1 % en Allemagne, 6,3 % aux Pays-Bas, 3,5 % au Danemark, 3 % en Belgique et 1,1 % en France. La part de l'Europe dans les nouvelles installations de 2023 s'élève à 34,7 %, dont 17,8 % aux Pays-Bas, 7,7 % au Royaume-Uni, 3,3 % en France, 3,2 % au Danemark, 2,4 % en Allemagne et 0,3 % dans d'autres pays européens.
En 2023, les principales mises en service ont concerné le parc Hollandse Kust Noord 5 (759 MW) ainsi que les dernières éoliennes du parc Hollandse Kust Zuid  ; en France, une partie des parcs de Fécamp et de Saint-Brieuc a été mise en service (224 MW et 136 MW) ; l'Allemagne a raccordé le parc Arcadis Ost 1 (257 MW) et le Danemark le parc Vesterhav Syd (176 MW). L’Espagne a mis en service en août 2023, à 3 km au large de la côte basque espagnole, la plateforme de test DemoSATH équipée d’une éolienne flottante de 2 MW.
Fin 2022, la puissance installée totale d'éolien en mer dans l'Union européenne atteignait 16 090 MW ; elle a progressé de 963 MW dans l'année, dont 480 MW en France, 342 MW en Allemagne, 111 MW aux Pays-Bas et 30 MW en Italie.
Le premier parc éolien en mer commercial de la France, le parc éolien de Saint-Nazaire (480 MW), équipé de 80 turbines General Electric de type GE Haliade 160-6 MW, est entré en service le 23 novembre 2022. L’Allemagne, qui n’avait rien installé en 2021, a mis en service son sixième parc éolien en mer, le parc de Kaskasi (342 MW), équipé de 38 turbines de type SG 8.0-167 DD Flex dont la puissance a été débridée à 9 MW ; c'est le premier parc éolien en mer disposant de pales éoliennes avec résine recyclable. Les Pays-Bas ont raccordé les premières éoliennes (111 MW) du parc de Hollandse Kust Zuid 1&2 (770 MW), le premier parc éolien en mer non subventionné au monde.  L’Italie a connecté fin avril 2022 son premier parc éolien en mer, le premier parc installé en Méditerranée, le projet Beleolico (30 MW) au large du port de Tarente. C'est le premier parc européen en mer à utiliser des éoliennes chinoises (dix turbines Mingyang de 3 MW).
Selon GWEC, la puissance installée d'éolien en mer atteint 30 272 MW en Europe fin 2022, soit 47,1 % du total mondial, dont 13 918 MW au Royaume-Uni (21,6 %), 8 055 MW en Allemagne (12,5 %), 2 829 MW aux Pays-Bas, 2 308 MW au Danemark, 2 262 MW en Belgique, 482 MW en France et 418 MW dans d'autres pays.
Le 24 avril 2023, neuf pays se réunissent à Ostende et s'engagent à décupler leur production d'énergie éolienne en mer du Nord à l'horizon 2050 : il s'agit de l'Allemagne, la Belgique, le Danemark, la France, l'Irlande, le Luxembourg, la Norvège, les Pays-Bas et le Royaume-Uni. L'objectif est d'atteindre le chiffre de 150 GW d'éoliennes en mer en 2050 avec un palier à 65 GW dès 2030.
En 2021, seul le Danemark a mis en service un parc éolien en mer : Kriegers Flak (605 MW, 72 turbines Siemens Gamesa). En 2020, 2 453 MW ont été raccordés.
Fin 2020, le nombre d'éoliennes en mer connectées au réseau s'élevait à 2 294 au Royaume-Uni, 1 501 en Allemagne, 559 au Danemark, 537 aux Pays-Bas, 399 en Belgique, 80 en Suède, 19 en Finlande et 1 en France.
La puissance installée en mer s'élevait en Europe à 21,8 GW fin 2019, en progression de 3,05 GW, soit +16,3 % en un an, contre 2,97 GW installés en 2018. Le Royaume-Uni totalisait (9,78 GW) et l'Union européenne 12,02 GW, dont 7,51 GW en Allemagne, 1,7 GW au Danemark, 1,55 GW en Belgique et 0,96 GW aux Pays-Bas.
Le parc britannique de Hornsea One, mis en service en 2019, est le plus grand du monde avec 1 218 MW.
Fin 2018, la puissance installée totale d'éolien en mer en Europe atteignait 18 278 MW, soit 79 % du total mondial.
La puissance éolienne installée en mer de l'Union européenne atteignait 15 198 MW fin 2017, soit 84 % du total mondial.

### Îles énergétiques artificielles
Le gestionnaire du réseau électrique belge Elia annonce en 2023 le projet de construction de l'île Princesse Élisabeth, qui s'étendra sur près de six hectares à 45 kilomètres des côtes, entre La Panne et Ostende, en 2028. Au Danemark, le principe de la construction de deux îles énergétiques a été approuvé dès 2020. L'un doit voir le jour sur une île qui existe déjà, au sud de la Suède. Le second projet nécessite la construction d'une île de toutes pièces, en mer du Nord, à une centaine de kilomètres des côtes. Ces projets permettront d'utiliser les multiples interconnexions pour valoriser au mieux la production d'électricité éolienne, dans l'un ou l'autre des pays voisins : Belgique, Pays-Bas, Danemark, Royaume-Uni, etc. Au Danemark, il est envisagé d'installer des capacités de stockage sur l'île ou des électrolyseurs pour produire de l'hydrogène vert, des capacités de production d'ammoniac ou encore, à terme, des capacités de production d'e-carburants pour approvisionner les bateaux. Des réseaux de gazoducs sous-marins pourront rapatrier ces produits sur le continent, solution plus souple que les câbles électriques sous-marins.

## Industrie européenne de fabrication d'éoliennes
En 2022, le fabricant danois Vestas annonce la mise au point d’une nouvelle technologie pouvant rendre les pales d’éoliennes à base de résine époxy totalement recyclables et donc réutilisables.
Plusieurs des principaux fabricants mondiaux d'éoliennes sont européens, en particulier le pionnier de cette industrie, le danois Vestas, ainsi que l'allemand Siemens Wind Power. Une vague de concentrations a réduit le nombre de ces fabricants : General Electric a acquis l'activité éolienne d'Alstom en 2014, Areva Wind (dont les usines sont en Allemagne) a fusionné avec l'espagnol Gamesa, qui a ensuite fusionné avec Siemens en 2017, Nordex a fusionné avec l'espagnol Acciona Windpower en 2016, l'allemand Enercon avec le néerlandais Lagerwey en 2018.
L'année 2015 a été une année faste pour l'industrie, après trois années difficiles : Vestas, numéro un mondial des turbines éoliennes, a annoncé des profits record sur 2015, à 685 millions d’euros (+75 %), pour un chiffre d’affaires de 8,4 milliards (+22 %) ; après avoir fortement réduit ses effectifs entre 2011 et 2013, de 22 000 à 17 000, Vestas a recommencé à recruter, employant 20 000 personnes à la fin de 2015. Un large mouvement de consolidation a touché le secteur : Gamesa a indiqué être en discussions pour une reprise par l’allemand Siemens, qui dispute à Vestas le rang de leader mondial, après avoir fusionné ses activités en avec celles d’Areva début 2015 ; General Electric, autre géant des turbines, a repris les activités d’Alstom dans ce domaine en novembre tandis que l’allemand Nordex fusionnait en octobre avec son concurrent espagnol Acciona Windpower.
En 2022, les nouvelles capacités installées se sont limitées à 2,5 GW (dont 1,18 GW au Royaume-Uni), contre 2,9 GW en 2021 et 2020, et 3,7 GW en 2019. Tous les grands fabricants de turbines (Siemens Gamesa, Vestas, Nordex) ont enregistré des pertes en 2022, du fait de l'envolée des coûts des matières premières, des goulets d'étranglement hérités de la pandémie de Covid-19 ou occasionnés par la guerre en Ukraine, de la course au gigantisme et de la concurrence des turbines chinoises. La Chine contrôle de facto l'approvisionnement en de nombreuses terres rares, comme le néodyme nécessaires aux aimants permanents des turbines. La course à des turbines toujours plus puissantes pose problème, car leur construction demande entre trois et quatre ans et peut coûter jusqu'à 400 millions d'euros pièce et le nombre de vaisseaux capables d'installer en mer des mâts de 15 MW est limité en Europe.
Les difficultés rencontrées par la filière éolienne, en particulier les turbiniers, a amené les fabricants d'éoliennes à augmenter la sous-traitance de composants clés des éoliennes à des pays hors Union européenne : les importations liées aux turbines vers l’Union européenne sont passées de 2,5 G$ en 2018 à 6,4 G$ en 2022, dont plus de 50 % depuis la Chine, le reste venant surtout de l’Inde, de la Turquie et des États-Unis. En 2023, ces importations ont baissé de 11 %. Vestas a augmenté son chiffre d'affaires et renoué avec les bénéfices en 2023, et a enregistré 18,4 GW de commandes contre 11,1 GW en 2022.

## Politique énergétique

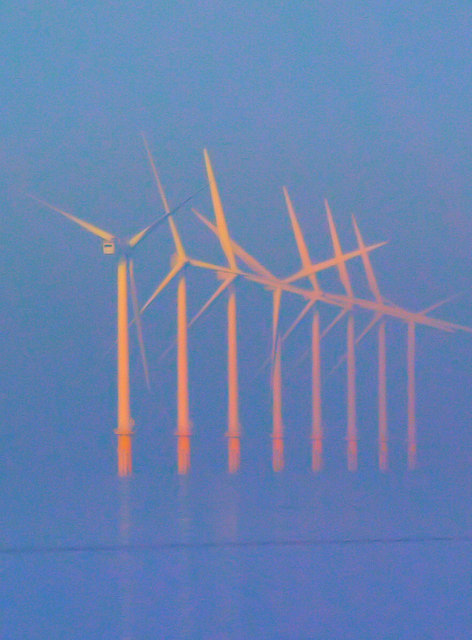
Petite ferme éolienne en mer britannique (Burbo Bank), dans la lumière d'un coucher de soleil automnal.

### Objectifs
Le développement des énergies renouvelables est un des éléments importants de la politique énergétique de l’Union européenne. Le livre blanc de 1997 fixe l’objectif de 12 % d’énergie renouvelable commercialisée pour l’Union en 2010. Par la suite, la directive électricité renouvelable (2001) fixait l’objectif indicatif de 21 % d’électricité renouvelable dans la consommation brute de l'Union en 2020.
Le Paquet climat-énergie adopté en décembre 2008 fixait l'objectif « 20-20-20 » ou « 3x20 » visant à :
- faire passer la part des énergies renouvelables dans le mix énergétique européen à 20 % ;
- réduire les émissions de CO2 des pays de l'Union de 20 % ;
- accroître l'efficacité énergétique de 20 % d'ici à 2020.

La directive « Énergies renouvelables » 2009/28/CE, une des composantes principales du Paquet climat-énergie, fixe les objectifs de chaque pays concernant la part des énergies renouvelables dans la consommation d’énergie finale en 2020.
Eurostat publie les statistiques de suivi de ces objectifs : en 2013, la part des énergies renouvelables dans la consommation finale brute d'énergie de l'Union européenne atteignait 15,0 % (contre 8,3 % en 2004) et était donc en ligne avec la trajectoire prévue pour parvenir à 20 % en 2020.
Le Conseil des ministres de l'Union européenne a adopté le 24 octobre 2014 un accord qui engage leurs pays à porter la part des énergies renouvelables à 27 % en 2030.
La Commission européenne a fixé, en octobre 2023, un objectif annuel d’installation d’éoliennes en mer de 12 000 MW, pour atteindre un parc d’une taille totale de 111 000 MW d’ici 2030.

### Subventions aux éoliennes

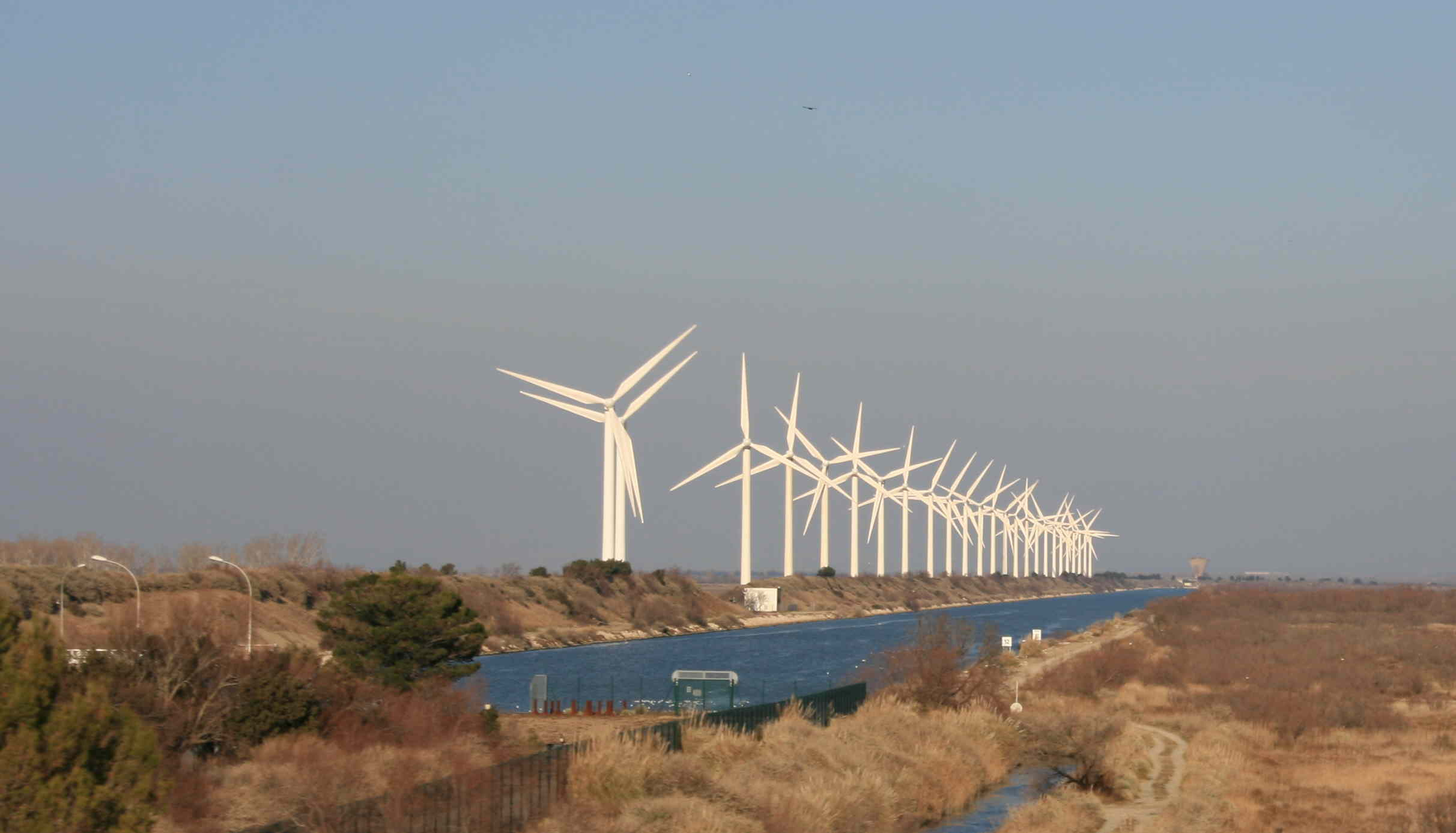
Éoliennes en Camargue, à proximité du Grand-Rhône.

En Europe, le système de soutien le plus utilisé pour compenser le manque de compétitivité de l'éolien, à la suite de la mise en place de la Directive 2001/77/EC, est celui des tarifs d'achat réglementés (en anglais : feed-in tariff, c'est-à-dire tarif d'injection [au réseau]) : les fournisseurs d'électricité ont l'obligation légale d'acheter toute la production des installations de production d'électricité à partir d'énergie renouvelable, pendant 10 à 20 ans, à des tarifs fixés par l'administration ; le surcoût de ces tarifs par rapport aux prix du marché de gros est remboursé aux fournisseurs au moyen d'une surtaxe sur les factures d'électricité des consommateurs :
- en France, le tarif d'achat réglementé a été fixé pour l'éolien par l'arrêté du 17 novembre 2008 à 8,2 c€/kWh (indexé ensuite selon une formule qui l'amenait en 2012 à 8,74 c€/kWh)[52] ; le surcoût par rapport au prix du marché (moyenne prévue en 2015 : 42,6 €/MWh), calculé à 3 156 M€ en 2013 par la CRE qui l'évalue à 3 722,5 M€ pour 2013 et 4 041,4 M€ pour 2015, est répercuté sur les consommateurs d'électricité par le biais de la Contribution au service public de l'électricité (CSPE), fixée à 13,5 €/MWh en 2013, 16,5 €/MWh en 2014 et 19,5 €/MWh en 2015 ; la compensation du surcoût des EnR représente 63,7 % de la CSPE, dont 15,3 % pour l'éolien[53] ;

- en Allemagne, le tarif d'achat réglementé était en 2012 de 8,8 c€/kWh pour les éoliennes terrestres et 15,6 c€/kWh pour celels en mer ; il est répercuté sur les consommateurs d'électricité par le biais de l'équivalent de la CSPE, appelé EEG-Umlage qui atteignait 5,277 c€/kWh en 2013 (+0,25 c€/kWh de taxe pour l'offshore) sur un prix moyen de l'électricité pour un ménage-type allemand de 28,5 c€/kWh[54] ;
- un autre dispositif fréquemment utilisé est celui des appels d'offres : en France, il a pour finalité de soutenir les filières en retard de développement et est utilisé surtout pour les grandes installations (parcs éoliens en mer, grandes centrales solaires, centrales à biomasse, etc.) ; la Cour des Comptes relève que certains appels d'offres n'ont pas atteint leurs objectifs (cahier des charges insuffisamment respecté par les projets, tarifs proposés trop élevés, nombre insuffisant de projets candidats, etc) : celui de 2004 lancé pour installer 500 MW d’éolien terrestre n’a retenu que 287 MW, soit 56 % de l'objectif ; celui de 2010 n'a retenu que 66 MW pour un objectif de 95 MW. Pire : de nombreux appels d’offres n’ont pas permis de limiter les prix proposés par les porteurs de projet, soit par manque de concurrence, soit du fait de difficultés techniques ayant incité les candidats à prendre des marges de risque importantes, en particulier celui qui a été lancé en 2011 pour des parcs éoliens en mer : le prix de référence fixé dans l'appel d'offres n'a pas été respecté pour trois des quatre sites concernés[55].

En réaction au poids croissant des subventions aux énergies renouvelables, la Commission européenne préconise des réformes pour améliorer l'efficacité des systèmes de soutien en accroissant leur sélectivité et en cherchant à insérer progressivement les EnR dans les mécanismes de marché :
- mécanisme de « prix de marché plus prime ex-post » (feed-in-premium ex-post, ou contrat pour différence) : un niveau de référence (target price) est défini par le régulateur ; le producteur vend l’électricité produite au prix de marché de gros, directement ou via un « intégrateur », notamment pour les acteurs sans accès direct au marché (petits producteurs) ; le producteur perçoit un complément de rémunération (« prime ») dans le cas où la différence entre le niveau de référence et le prix de marché est positive ; sinon le producteur doit verser le surplus perçu ;
- lancement d'appels d'offres technologiquement neutres (mise en concurrence de l’ensemble des technologies).

Selon les syndicats professionnels (SER et CLER), les appels d'offres technologiquement neutres empêcheraient le développement de filières industrielles nouvelles ; pour eux, les appels d'offres devraient être réservés aux gros projets, de même que la mise en œuvre des contrats pour différence ; ils souhaitent que les petites installations continuent à bénéficier de l'obligation d'achat à tarif réglementé,.
Les coûts des parcs éoliens en mer ont chuté dans les pays ayant déjà installé plusieurs gigawatts, grâce à l'augmentation de la taille des éoliennes, aux conditions de vent très favorables de la mer du Nord, et au regroupement de plusieurs parcs sur une même zone, qui permet des économies sur la construction, le raccordement et la maintenance. De plus, les coûts de raccordement (10 à 20 €/MWh) ont été mis à la charge des opérateurs de réseaux en Allemagne, au Danemark et aux Pays-Bas. Ceci a permis d'abaisser les coûts à 50 à 80 €/MWh. En 2017, le parc éolien danois de Kriegers Flak (600 MW) a obtenu un prix de 49,9 €/MWh et le parc néerlandais Borssele III - IV (680 MW) un prix de 54,5 €/MWh. Plusieurs appels d'offres en Allemagne et aux Pays-Bas ont même attribué des projets sans subventions à des investisseurs qui se rémunéreront uniquement en vendant leur production au prix du marché : Hollandse Kust Zuid (700 MW, Pays-Bas, mise en service prévue e 2022) et en Allemagne : OWP West (240 MW), Borkum Riffgrund West 1 (420 MW), Borkum Riffgrund West 2 (240 MW), EnBW He Dreiht (900 MW) programmés pour 2024 et 2025.

### Lutte contre la concurrence chinoise
Le 24 octobre 2023, la Commission européenne présente un « plan d'action » pour améliorer la compétitivité de l'industrie éolienne, confrontée à une concurrence de plus en plus sévère. En 2022, les plus grands fabricants de turbines européens ont publié des pertes. La part de l'Europe sur le marché éolien mondial est passée de 58 % en 2017 à 30 % en 2022, notamment en raison de la croissance rapide de l'éolien en Chine. Le plan d'action européen comprend trois mesures principales : amélioration de l'accès aux financements européens, accélération de l'octroi des autorisations et révision des processus d'enchères des États membres. L'Union européenne augmente son soutien dans le cadre du Fonds d'innovation, en doublant le budget de financement des projets de fabrication de technologies propres à 1,4 milliard ; la Commission encourage les acteurs européens du secteur éolien à dénoncer toute concurrence déloyale ayant des répercussions économiques graves sur leur activité.
En 2023, le fabricant chinois d'éoliennes Sany Heavy Energy est en négociation pour placer deux turbines géantes en Allemagne ; son compatriote Goldwind démarche l'Espagne et Mingyang envisage d'ouvrir une première usine en Angleterre. En 2022, 97 % des ventes des producteurs chinois d'éoliennes étaient dédiées à des projets en Chine, mais l'intense guerre de prix dans le pays les pousse à s'intéresser à l'international. Ils bénéficient d'économies d'échelle grâce à leur immense marché intérieur : la production d'énergie éolienne de la Chine dépassait en 2022 de 46 % celle de l'ensemble de l'Europe. Toute une gamme de politiques et d'incitations a été mise en œuvre depuis 15 ans pour stimuler les énergies renouvelables : tarifs de rachats préférentiels pour l'électricité verte, politique fiscale favorable et prêts préférentiels accordés par les banques d'État. Le gouvernement chinois a exigé en 2005 que tous les parcs éoliens s'approvisionnent au moins à 70 % en équipements autochtones. Grâce à ce soutien et à l'immensité du marché chinois, dix des quinze premiers fabricants mondiaux de turbines éoliennes sont chinois. La concurrence s'est durcie en Chine alors que Pékin a mis progressivement un terme à ses subventions nationales en 2021. Il y a plus d'une centaine de fabricants d'éoliennes en Chine aujourd'hui, contre une trentaine en 2007, ce qui engendre d'importantes surcapacités. Par ailleurs, les difficultés financières des turbiniers traditionnels occidentaux les ont rendus moins agressifs sur les prix, laissant le champ libre aux acteurs chinois moins chers et qui ont continué à monter en gamme : la Chine a mis en service en septembre 2023 la plus grande éolienne du monde.

### Ouvrages
: document utilisé comme source pour la rédaction de cet article.
- (en) Global Wind Report 2025, Global Wind Energy Council, 23 avril 2025 (lire en ligne [PDF]).
- (en) Global Wind Report 2024, Global Wind Energy Council (GWEC), 16 avril 2024 (lire en ligne [PDF]).
- (en) Global Wind Report 2023, Global Wind Energy Council (GWEC), avril 2023 (lire en ligne [PDF]). .
- (en) Global Wind Report 2022, Global Wind Energy Council (GWEC), avril 2022 (lire en ligne [PDF]).
- Baromètre éolien 2025, EurObserv'ER, 1er avril 2025 (lire en ligne [PDF]).
- Baromètre éolien 2024, EurObserv'ER, 28 mars 2024 (lire en ligne [PDF]).
- Baromètre éolien 2023, EurObserv'ER, 28 mars 2023 (lire en ligne [PDF]).
- (en) Wind energy barometer 2020, EurObserv'ER, mars 2020 (lire en ligne [PDF]).